# 페트라 파우

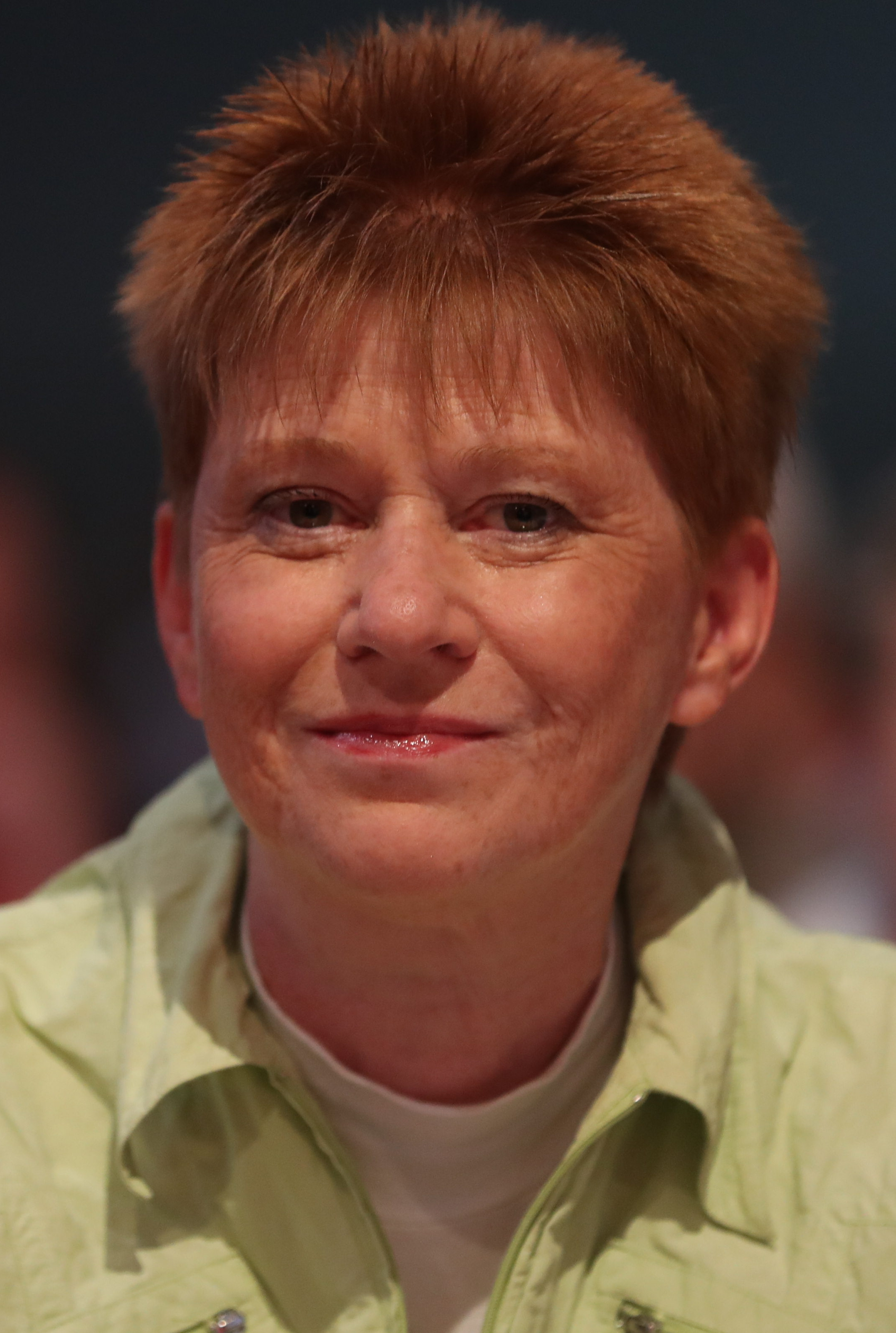

페트라 파우(독일어: Petra Pau, 1963년 8월 9일)는 독일의 정치인이다.

## 생애
1963년 8월 9일 동베를린에서 태어났다. 현재 독일 연방의회 부의장을 맡고 있다.